# Davidovo
Davidovo (en macédonien Давидово) est un village du sud-est de la Macédoine du Nord, situé dans la municipalité de Guevgueliya. Le village comptait 373 habitants en 2002.

## Démographie
Lors du recensement de 2002, le village comptait :
- Macédoniens : 370
- Serbes : 1
- Autres : 2